# Швајцарска на Европском првенству у атлетици на отвореном 1934.
Швајцарска је учествовала на 1. Европском првенству у атлетици на отвореном 1934. од 7. до 9. јуна 1934. на стадиону Бенито Мусолини у Торину (Италија). Била је једна од 23 земље учеснице, чланице ЕАА. Швајцарску је представљало 11 такмичара који су се такмичили у 9 дисциплина.
У укупном пласману Швајцарска је са једном освојенон сребрном медаљом заузела 12 место од 15 земаља које су освајале медаље. 
У табели успешности (према броју и пласману такмичара који су учествовали у финалним такмичењима (првих 8 такмичара)) Швајцарска је са 7 учешћа у финалу делила 10. место са Естонијом са 24 бода, од 18 земаља које су имале представнике у финалу. 
| Пл.  | Земља      | 1. место | 2. место | 3. место | 4. место | 5. место | 6. место | 7. место | 8. место | Бр. фин. | Бодови |
| ---- | ---------- | -------- | -------- | -------- | -------- | -------- | -------- | -------- | -------- | -------- | ------ |
| =10. | Швајцарска | 0 - 0    | 1 - 7    | 0- 0     | 1 - 5    | 1 - 4    | 1 - 3    | 2 - 4    | 1 - 1    | 7 - 24   |        |

## Учесници
| Бр. | Дисциплина | Мушкарци               | Укупно |
| --- | ---------- | ---------------------- | ------ |
| 1.  | 100 м      | Паул Хани Алберт Јуд   | 2      |
| 2.  | 200 м      | Паул Хани² Алберт Јуд² | 0 (2)  |
| 3.  | 1,500 м    | Пол Мартен             | 1      |
| 4.  | 5.000 м    | Емил Милер             | 1      |
| 5.  | Маратон    | Ханс Верли Рудолф Морф | 2      |

| Бр. | Дисциплина   | Мушкарци                 | Укупно  |
| --- | ------------ | ------------------------ | ------- |
| 6.  | 50 км ходање | Артур Тел Шваб           | 1       |
| 7.  | Скок мотком  | Адолф Мајер              | 1       |
| 8.  | Скок удаљ    | Жан Стидер               | 1       |
| 9.  | Десетобој    | Армин Гул Херман Рукштул | 2       |
|     | Укупно (9)   | 11 (13)                  | 11 (13) |

- Такмичари означени бројем су учествовали у још онолико дисциплина колики је број.

## Освајачи медаља

### Сребро (1)
- Артур Тел Шваб — ходаље 59 км

## Резултати
| Атлетичар      | Дисциплина   | ЛР | Квалификације | Квалификације | Полуфинале | Полуфинале    | Финале               | Финале   | Детаљи |
| Атлетичар      | Дисциплина   | ЛР | Резултат      | Место         | Резултат   | Место         | Резултат             | Место    | Детаљи |
| -------------- | ------------ | -- | ------------- | ------------- | ---------- | ------------- | -------------------- | -------- | ------ |
| Паул Хани      | 100 м        |    | 11,1 РЕП      | 1. у гр. 1 КВ | 10,8       | 2. у пф. 2 КВ | 10,8                 | 4 / 15   | [ 2 ]  |
| Алберт Јуд     | 100 м        |    | 10.8          | 2. у гр. 2 КВ | РН         | 5. у пф. 1    | Није се квалификовао | = 9 / 15 | [ 2 ]  |
| Паул Хани²     | 200 м        |    | 22,0          | 4. у гр. 2    |            |               | Није се квалификовао | 7 / 12   | [ 2 ]  |
| Алберт Јуд²    | 200 м        |    | 22,2          | 4. у гр. 1    | = 9 / 12   | [ 2 ]         | Није се квалификовао |          |        |
| Пол Мартен     | 1.500 м      |    | 4:01,8 ЛР     | 2. у гр. 2 КВ | 4:06,6     | 9. / 14       | [ 2 ]                |          |        |
| Емил Милер     | 5.000 м      |    |               |               |            |               | РН                   | 11 /13   | [ 2 ]  |
| Ханс Верли     | маратон      |    | 2.8:45,0 ЛР   | 6. / 9 (15)   | [ 2 ]      |               |                      |          |        |
| Рудолф Морф    | маратон      |    | РН            | 7. / 9 (15)   | [ 2 ]      |               |                      |          |        |
| Артур Тел Шваб | 50 км ходање |    | 4:53:08,6     |               | [ 2 ]      |               |                      |          |        |
| Жан Стидер     | скок удаљ    |    | 6,84          | 7. / 15       | [ 2 ]      |               |                      |          |        |
| Адолф Мајер    | скок мотком  |    | 3,60 КВ       | 11            |            |               | 3,70 ЛР              | =10 / 11 | [ 2 ]  |

десетобој
| Атлетичар      | Дисциплина | 100 м | СД   | КУ    | СВ   | 400 м | 110 пр | ДИ    | СМ   | КО    | 1.500 м | Финале            | Пласман         |
| -------------- | ---------- | ----- | ---- | ----- | ---- | ----- | ------ | ----- | ---- | ----- | ------- | ----------------- | --------------- |
| Армин Гул      | Резултати  | 11,2  | 6,95 | 11,96 | 1,84 | 53,4  | 16,0   | 39,99 | 2,80 | 48,12 | 5:07,2  | 6.250 (7.347,47)  | 5. / 10 (11) НР |
| Херман Рукштул | Резултати  | 12,0  | 5,84 | 11,97 | 1,65 | 53,0  | 16,4   | 35,90 | 3,20 | 43,77 | 5:05,4  | 5.618 (6.548,915) | 10. / 10 (11)   |

## Биланс медаља Швајцарске после 1. Европског првенства на отвореном 1934.
|    | ЕП    |   |   |   |   | УП  |
| 1. | 1934. | 0 | 1 | 0 | 1 | 12. |
| -- | ----- | - | - | - | - | --- |

|                                        | Атлетичар-ка                           |                                        |                                        |                                        |                                        |                                        |
| Није било вишеструких освајача медаља. | Није било вишеструких освајача медаља. | Није било вишеструких освајача медаља. | Није било вишеструких освајача медаља. | Није било вишеструких освајача медаља. | Није било вишеструких освајача медаља. | Није било вишеструких освајача медаља. |
| -------------------------------------- | -------------------------------------- | -------------------------------------- | -------------------------------------- | -------------------------------------- | -------------------------------------- | -------------------------------------- |